# 許亨
許 亨（きょ きょう、517年 - 570年）は、南朝梁から陳にかけての官僚・文人・歴史家。字は亨道。本貫は高陽郡新城県。

## 経歴
南朝梁の始平天門二郡太守・太子中庶子の許懋の子として生まれた。群書に広く通じ、先代の故事に詳しく、劉之遴に重んじられた。南朝梁の安東王行参軍を初任とし、太学博士を兼ねた。ほどなく平西府記室参軍に任じられた。太清初年、征西中記室となり、太常丞を兼ねた。
侯景の乱が起こると、許亨は郢州に避難し、邵陵王蕭綸が東道よりやって来たのに出会って、諮議参軍として召し出された。王僧弁が郢州を襲うと、許亨は儀同従事中郎として召された。太尉従事中郎に転じ、沈炯とともに掌書記をつとめた。晋安王蕭方智が承制すると、許亨は給事黄門侍郎の位を受けた。
永定元年（557年）、南朝陳が建国されると、許亨は中散大夫の位を受け、羽林監を兼ねた。太中大夫に転じ、大著作を兼ね、『梁史』の編纂にあたった。かつて王僧弁が殺害されたとき、王僧弁とその子の王頠の遺体は方山において同一の穴に埋葬されていたが、このことをあえて言い出す者もなかった。許亨は王僧弁の旧部下だったことから、葬儀をおこなうよう上表し、旧知の徐陵・張種・孔奐らとともに家財を出して葬具を整え、改葬させた。
光大元年（567年）、安成王陳頊が廃帝を補佐するために入朝すると、許亨は師の礼遇で陳頊に仕えた。到仲挙が陳頊を地方に出向させようと図ると、陳頊は許亨に相談し、許亨は出向の命令に従わないよう勧めた。太建元年（569年）、陳頊（宣帝）が即位すると、許亨は衛尉卿に任じられた。太建2年（570年）、死去した。享年は54。
許亨は『北斉書』および『志』50巻を編纂したが、戦乱のために亡失した。後に『梁史』58巻を編纂した。また南朝梁の太清年間以後に作った文筆6巻があった。
子に許善心があり、隋の礼部侍郎をつとめた。

## 伝記資料
- 『陳書』巻34 列伝第28
- 『南史』巻60 列伝第50